# Тепінг
Тепінг (англ. tapping — постукування) — техніка гри на струнному інструменті, коли звук витягується за допомогою легких ударів (а також прийомами (pull-off/hammer-on) по струнах між ладів на грифі). Ця техніка схожа на легато (pull-off/hammer-on), але використовується в більш розширеному варіанті: звуковидобування виконують обидві руки, створюючи дві незалежні партії. Існує два види тепінгу — поліфонічний, яскравим представником якого є гітарист Стенлі Джордан, і одноголосний (потенціал цього виду техніки розкрив Едді Ван Гален). Тепінг розширив можливості гітари та цей прийом подав ідеї до створення нових струнних інструментів.
Один з інструментів, на якому грають технікою тепінгу, — харпеджі. Він розміщений на підставці, як клавіатура, і грають на ньому пальцями, як правило, паралельними струнам, а не перпендикулярними.

## Історія
Техніка тепінгу відома з давніх-давен. Існують відомості про те, що Нікколо Паганіні використовував подібну техніку на скрипці. Дослідники стверджують, що спроби грати тепінгом робили іспанці близько двох століть тому. Подібну техніку застосовували й в турецькій музиці під час гри на народних інструментах.
Принцип, схожий на тепінг, використовувався на старовинному клавішному інструменті клавікорді, звук на якому видобувався завдяки ударам металевих штифтів, (ладів) по струнах. Однак «фортепіанна» техніка не набула широкого розвитку в музичному середовищі.

## Підпал однією рукою тепінг
Одноручний тепінг виконують правою рукою в поєднанні з нормальною перестановкою пальців. Він полегшує побудову нотних інтервалів, які було б неможливо зіграти однією рукою. Він часто використовується як спеціальний ефект під час шред — соло. З електрогітарою в цій ситуації зовнішній звуковий фон, як правило, перевантажений, — хоча це можна зробити та акустично — за допомогою передачі, що виступає як підтримка подальшого посилення.

## Дворучний тепінг

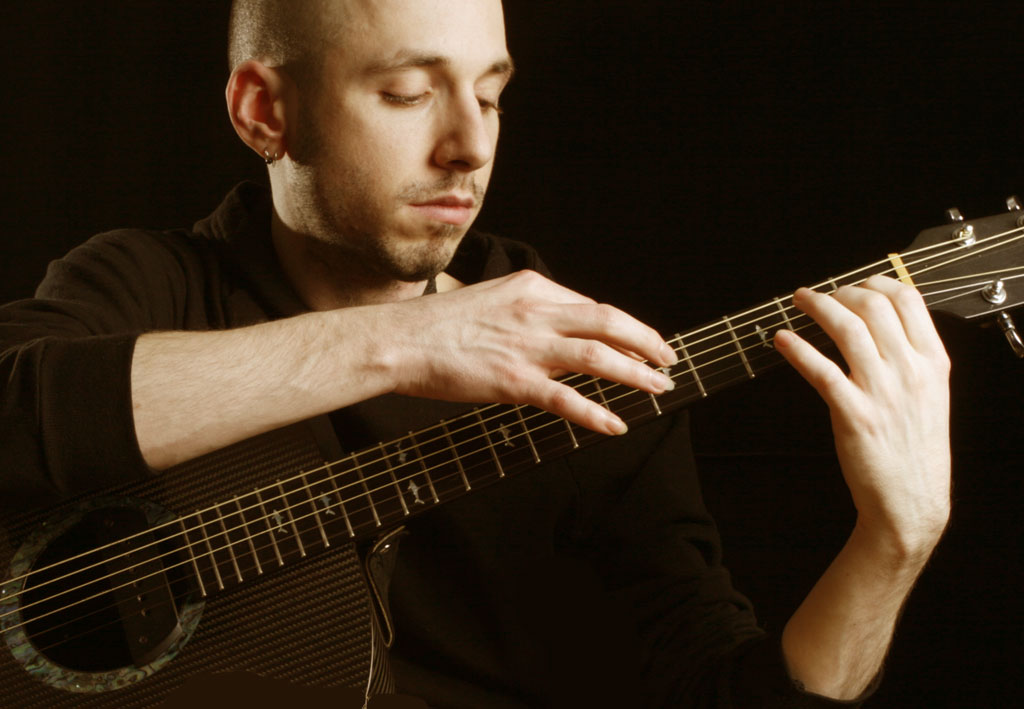
Ерік Монґрен — дворучний тепінг

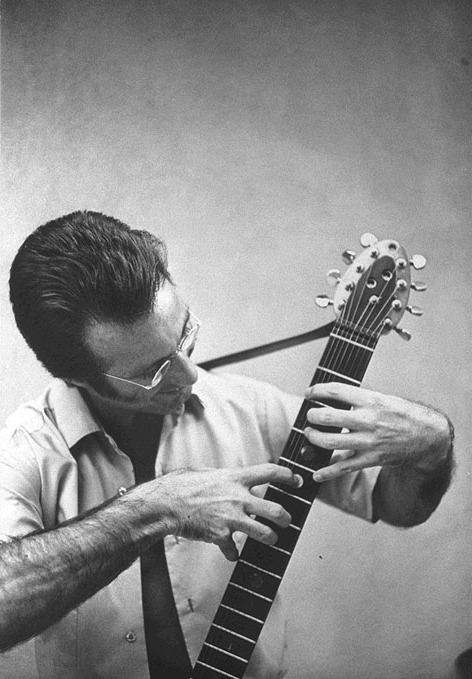
Еметт Чепмен — Метод «вільні руки» 1969

Дворучний тепінг може бути використаний для відтворення поліфонічної та контрапунктної музики на гітарі за допомогою восьми (і навіть дев'яти) пальців. Наприклад, права рука грає мелодію, тоді як ліва рука грає акомпанемент. Таким чином, можна відтворювати музику, написану для клавішних інструментів, таку як симфонії Баха.